# 波号第百八潜水艦
波号第百八潜水艦（はごうだいひゃくはちせんすいかん）は、日本海軍の潜水艦。波百一型潜水艦の8番艦。太平洋戦争末期に竣工して練習任務に従事し、戦後海没処分された。

## 艦歴
マル戦計画の輸送潜水艦小型、第4601号艦型の8番艦、仮称艦名第4608号艦として計画。1944年9月5日、川崎重工業泉州工場で仮称艦名第4610号艦と同時に起工。10月5日、波号第百八潜水艦と命名されて波百一型潜水艦の8番艦に定められ、本籍を呉鎮守府と仮定。11月28日、艤装員事務所を川崎神戸造船所内に設置し事務を開始。12月28日、進水。進水後の艤装は川崎重工業本社艦船工場で行う。
1945年5月6日竣工し、艤装員事務所を撤去。本籍を呉鎮守府に、役務を呉鎮守府練習兼警備潜水艦にそれぞれ定められ、呉潜水戦隊第三十三潜水隊に編入。以後、戦備作業と訓練に従事。
6月中旬頃、舞鶴へ回航し訓練を継続。終戦時は舞鶴に所在。11月30日、海軍省の廃止に伴い除籍。
1946年4月1日、五島列島キナイ島沖でアメリカ海軍により海没処分された。

## 潜水艦長
艤装員長
1. 神保正春 大尉：1944年11月15日 - 1945年5月6日

潜水艦長
1. 神保正春 大尉：1945年5月6日 - 1945年7月25日
2. 大城實 大尉：1945年7月25日 - 1945年11月29日